# Pedro Berruguete

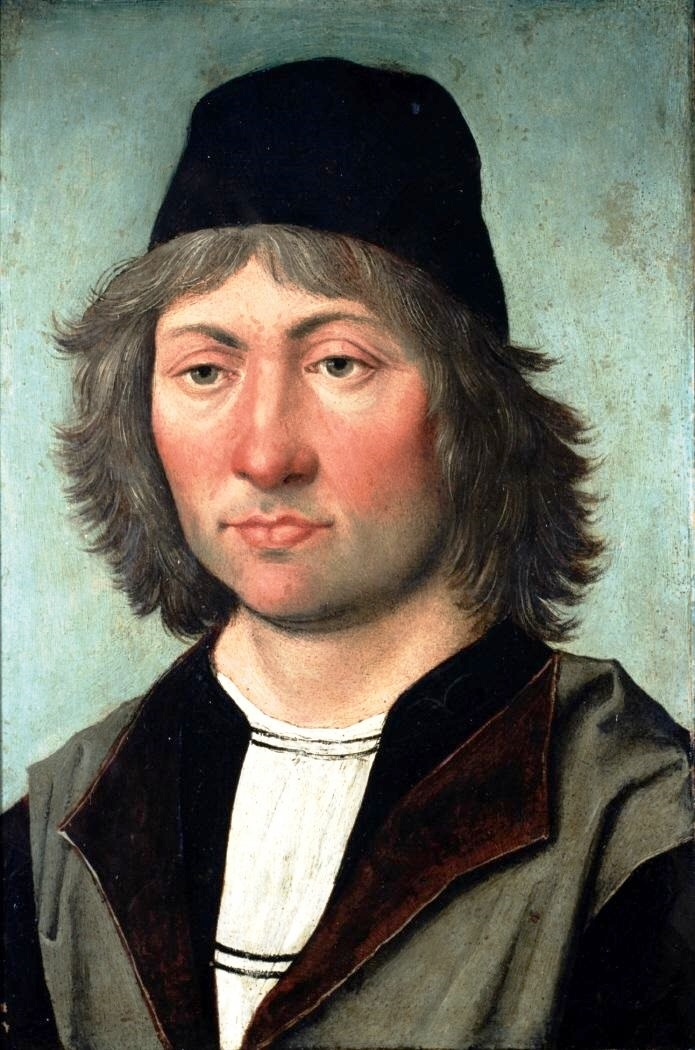
Pedro Berruguete – mögliches Selbstporträt als junger Mann (um 1500)

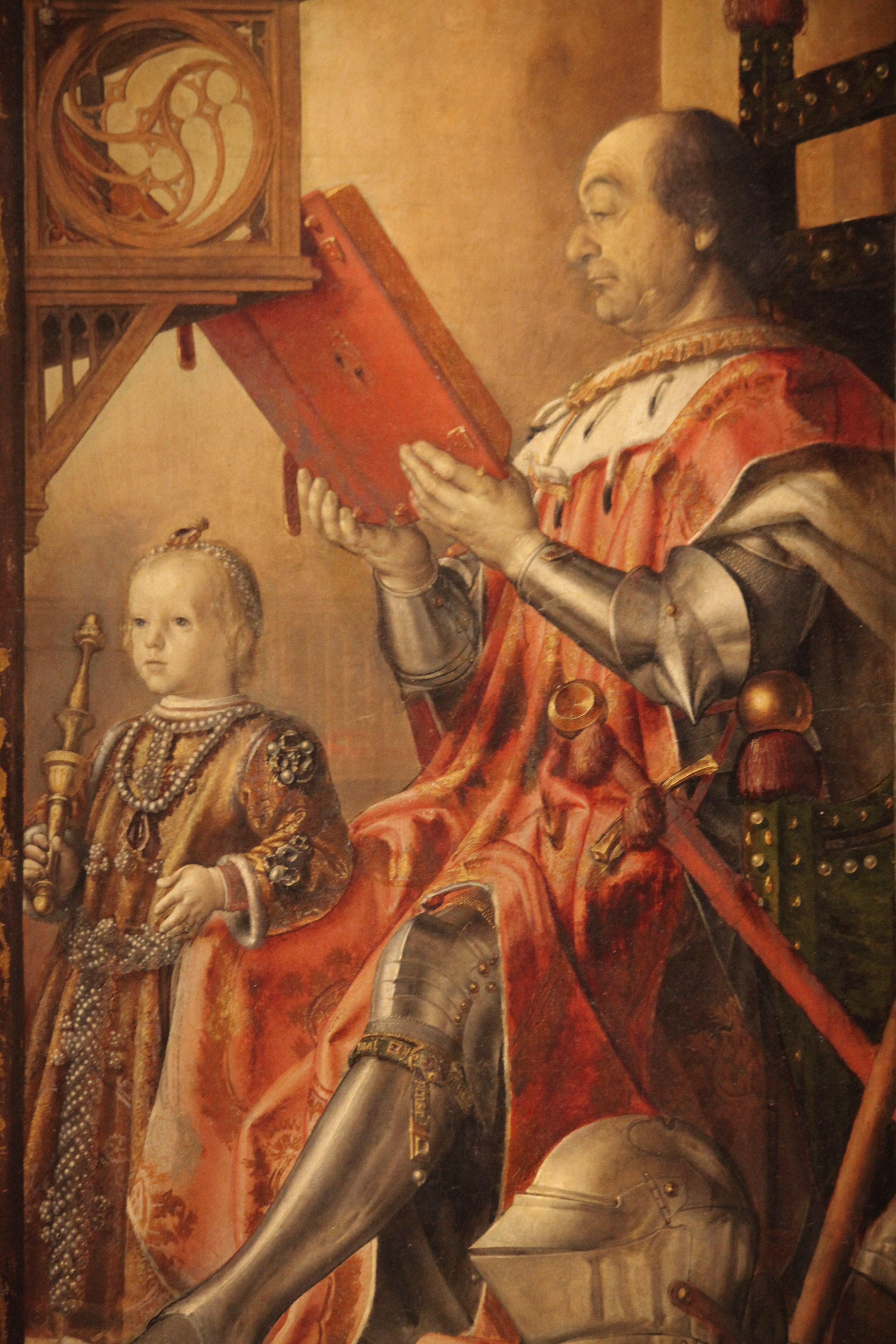
Federico da Montefeltro und sein Sohn Guidobaldo (um 1475)

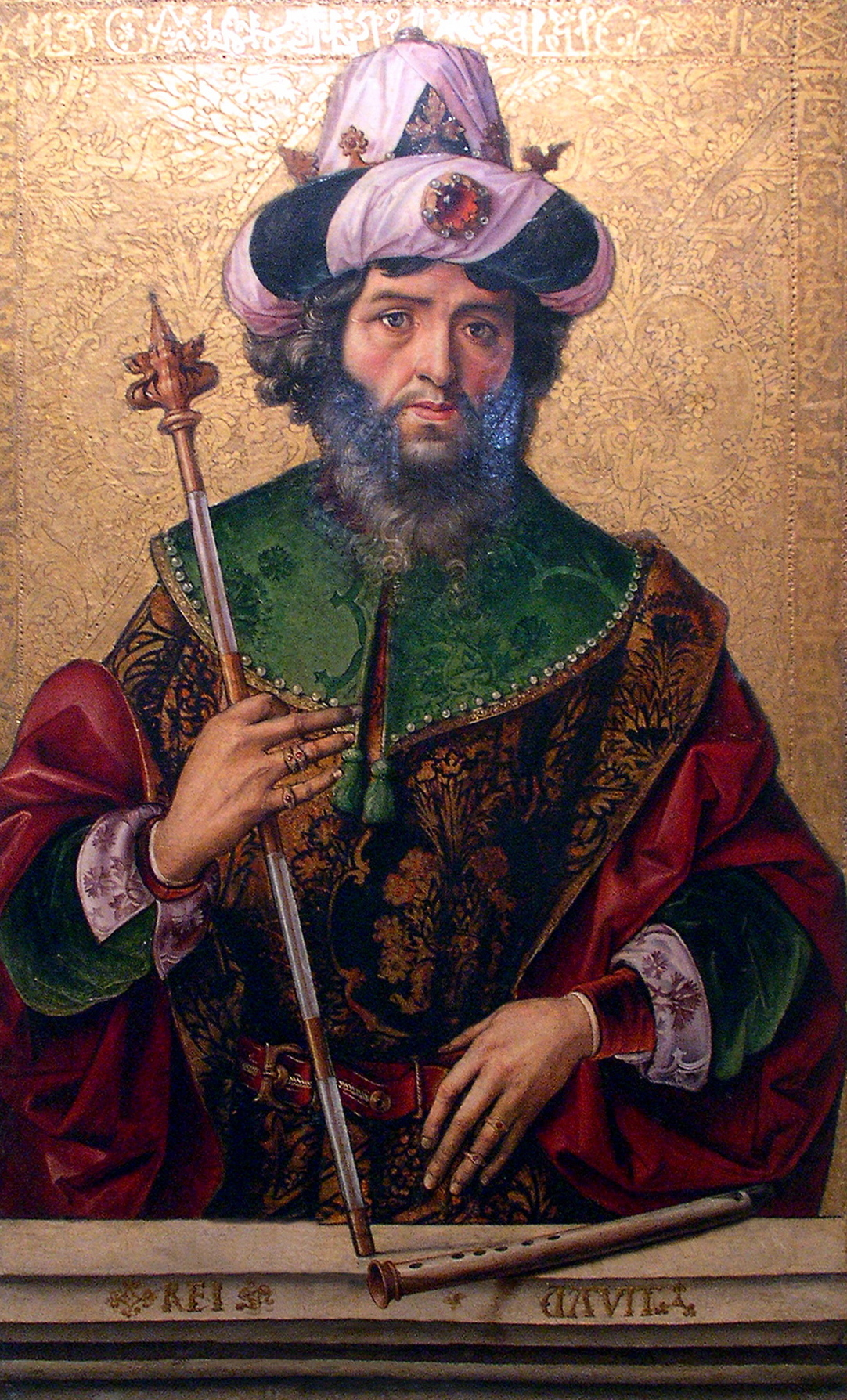
Prophet David in der Predella des Altarretabels der Kirche Santa Eulalia in Paredes de Nava (um 1500)

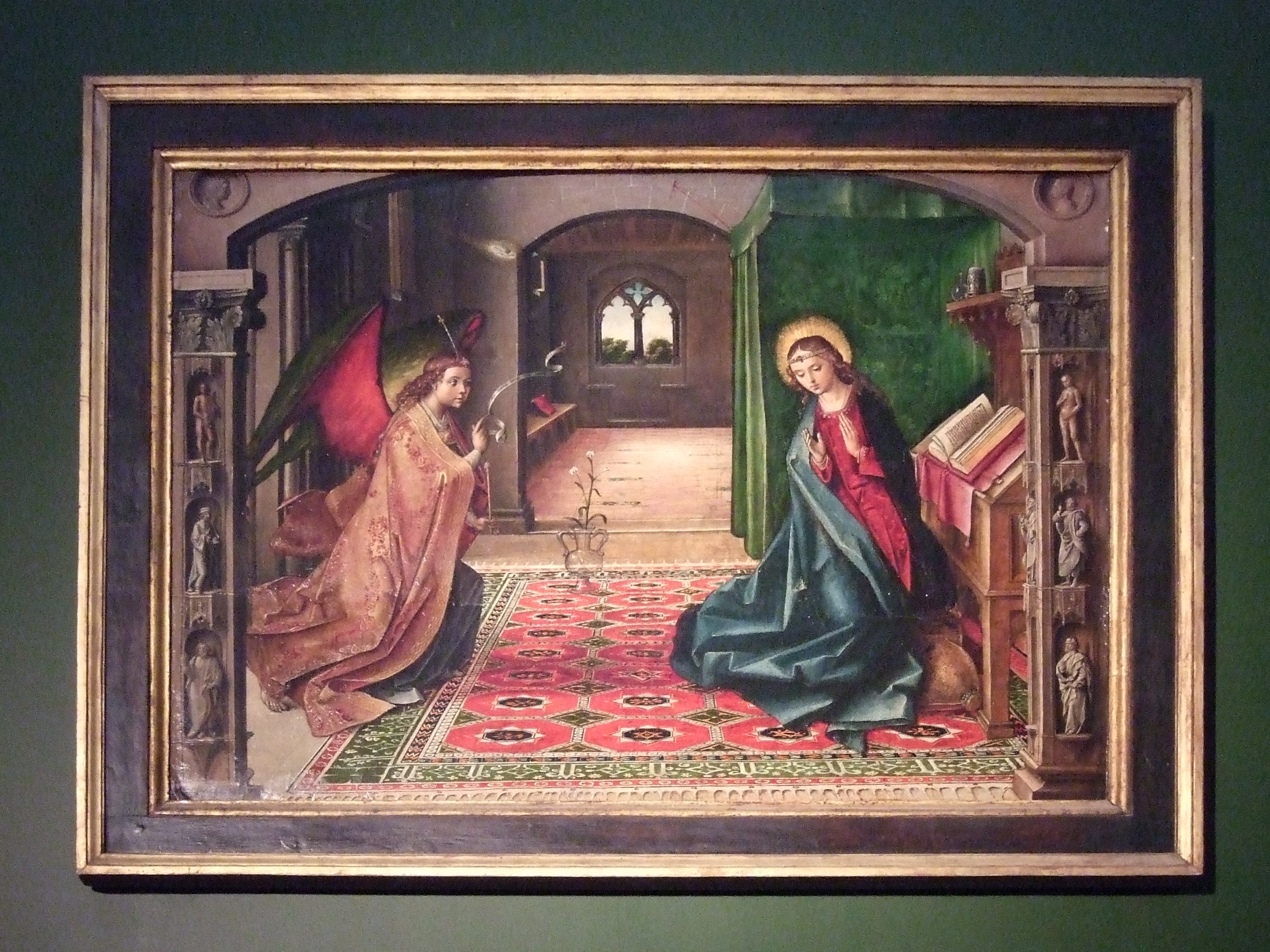
Verkündigung in der Cartuja de Miraflores (um 1503)

Pedro Berruguete (* 1450 in Paredes de Nava, heute Provinz Palencia; † 1504) war ein kastilischer bzw. spanischer Renaissance-Maler.

## Leben
Pedro Berruguete kam in Paredes de Nava zur Welt. Über seine künstlerische Ausbildung ist nichts bekannt. Im Jahr 1471 reiste er nach Italien an den Hof Federico da Montefeltros in Urbino, wo er mit Joos van Wassenhove (= „Justus von Gent“) zusammenarbeitete. In Urbino kam er in Kontakt mit Werken von Melozzo da Forlì und Piero della Francesca. Wahrscheinlich in der Zusammenarbeit von Berruguete und Justus von Gent entstand die Serie Berühmter Männer, die heute im Louvre und in der Galleria Nazionale delle Marche in Urbino gezeigt werden.
Im Jahr 1483 kehrte er nach Spanien zurück. Er arbeitete in mehreren Städten, darunter Sevilla, Toledo, Ávila und – gegen Ende seines Lebens – auch wieder in seiner Geburtsstadt Paredes de Nava. Zu seinen Nachkommen zählt der bedeutende Bildhauer Alonso Berruguete.

## Werk
Kein einziges der Werke Pedro Berruguetes ist signiert oder datiert; so beruht alles auf anderen Dokumenten (Verträge etc.) und Zuschreibungen.
- Christus im Grab zwischen zwei Engeln, um 1480
- Pietá, 1480
- Die Erscheinung der Jungfrau vor einer dominikanischen Gemeinschaft, 1493–1499
- St Dominik, 1493–1499
- Hl. Petrus Märtyrer (Petrus von Verona), 1493–1499
- Der Tod des Heiligen Petrus von Verona, 1493–1499
- Die Auseinandersetzung zwischen dem Heiligen Dominikus und den Albigensern oder Die Feuerprobe (Verbrennung der Bücher des Dominikus von Guzmán), 1493–1499
- Der Hl. Petrus Märtyrer beim Gebet, 1493–1499
- Das Grab des heiligen Petrus Märtyrer, 1493–1499
- St. Peter, um 1455, Öl und Blattgold auf Holz
- St. Dominik Belebt ein kleiner Junge, undatiert
- Dominikus präsidiert über ein Auto da Fe, um 1495
- Das letzte Abendmahl, um 1495–1500
- Porträt von Papst Sixtus IV., Anfang der 1500er
- Engel mit Dornenkrone, Detail des Altarbildes von St. Thomas, 1510
- Engel mit dem Heiligen Grabtuch, Detail aus dem Altar von St. Thomas von Aquin, 1510
- Die Ankündigung, Ausschnitt aus dem Altar von St. Anne und die Jungfrau
- Heiliger Gregor der Große
- Selbstporträt (= Abb. 1)
- Erscheinung der Jungfrau zu einer Gemeinschaft
- Ermordung des Heiligen Petrus von Verona
- St. Johannes der Evangelist
- Der Tod von St. Petrus Märtyrer
- St. Sebastian
- St. Dominik Präsidialausschuss über die Verbrennung von Ketzern
- Die Jungfrau und das Kind
- Türen eines Altarbildes mit Szenen aus dem Leben der Heiligen Katharina
- Die Ankündigung, Ausschnitt aus dem Altar von St. Anne und die Jungfrau
- Ptolemäus (zweiter Maler: Joos van Wassenhove), Musée du Louvre
- Das Wunder der Wolke, um 1495
- Wunder des schwarzen Beins